# Ritchiea ovata
Ritchiea ovata är en kaprisväxtart som beskrevs av Ernst Wilczek. Ritchiea ovata ingår i släktet Ritchiea och familjen kaprisväxter. Inga underarter finns listade i Catalogue of Life.